# Економіка знань
Економіка знань або Економіка, що створена на засадах знань (англ. Knowledge economy) - економіка, в котрій більшу частину валового внутрішнього продукту (ВВП) забезпечено діяльністю з виробництва, обробки, зберігання і розповсюдження інформації і знань.